# Охоронні відділення
Охоронні відділення — назва місцевих органів департаменту поліції МВС Російської імперії, які здійснювали політичний розшук. 

## Створення та діяльність
Перші 3 охоронні відділення створені в столицях — у Санкт-Петербурзі (1866), після замаху Д. Каракозова на російського імператора Олександра II, у Москві (1880) та Варшаві (1900). 
Функціонували на правовій основі схваленого російським імператором Олександром III 1882 положення про облаштування таємної поліції в імперії, 1903 його було замінено тимчасовим, а з 1907 діяли згідно із законодавчим актом «Положение об охранных отделениях». Засобами політичного розшуку були внутрішнє (агентурне) та зовнішнє стеження і перлюстрація кореспонденції, спрямовані на отримання оперативно-розшукової та доказової інформації. Методику їх діяльності напрацював військовий прокурор В.Стрельников, звівши її до провокацій та дезорганізації шляхом створення конфліктних ситуацій в революційному русі, поширення неправдивих свідчень про його учасників, дискредитації та компрометації активних діячів, а також визвольних ідей. Її було значно вдосконалено полковником Окремого корпусу жандармів С. Зубатовим, який для організації розшуку використовував західноєвропейські зразки, зокрема запровадив реєстрацію, фотографування, конспірацію внутрішньої агентури. З 1902 створюється широка мережа розшукових відділень (27), які з 1903 отримали назву «отделения по охранению общественной безопасности и порядка».

## Охоронні відділення в українських губерніях
В українських губерніях діяло кілька з них, які засновувалися в районах з розвинутим революційним рухом: у Катеринославі (нині м. Дніпро), Києві, Одесі, Харкові, Сімферополі. 1906 міністр внутрішніх справ П.Столипін схвалив положення про районні охоронні відділення Російської імперії, яких спочатку діяло 8, а потім їхня кількість зросла до 15. Завданням було об'єднати штаби всіх органів кількох губерній для боротьби з революційними рухами, терористичними актами, аграрними виступами, із пропагандою у військах і на флоті. Губернські жандармські управління зобов'язувалися забезпечувати їх необхідною для розшуку інформацією. Обшуки та арешти здійснювалися лише з відома начальників охоронні відділення.
Сфера їх діяльності збігалася з районами дій революційних партій і організацій. На території, що входила до районного охоронного відділення, всі органи, що займалися політичним розшуком, зокрема губернські жандармські, жандармські поліцейські управління, охоронні відділення, міська і повітова поліція, керувалися вказівками начальника районного охоронного відділення. Кілька районних охоронних відділень функціонували в українських губерніях: Південно-Східне поширювало дії на Харківську, Катеринославську, Воронезьку, Тамбовську губернії та Область Війська Донського; Південно-Західне (1907—14) — на Чернігівську, Полтавську, Подільську і Волинську губернії; Київське (1902—17) існувало паралельно з Південно-Західним охоронним відділенням. Південне (Одеське) охоронне відділення (1902—17) поширювало свою діяльність на Одесу, Херсонську, Таврійську та Бессарабську губернії. Миколаївський розшуковий пункт, заснований 1904, став охоронним відділенням 1907 з підпорядкуванням Херсонському губернському жандармському управлінню. Контролював політичну ситуацію в м. Миколаїв, 1907—14 входив до Південного охоронного відділення. Розшуковий пункт Полтавського губернського жандармського управління засновано 1903, з 1914 перебував у його складі. Під час революції 1905—1907 створювалися реєстраційні бюро, співробітники яких забезпечували особисту безпеку осіб імператорської фамілії, здійснюючи перевірку жителів шляхом з'ясування їхньої благонадійності.

## Агенти охоронних відділень
Крім офіційного штату, із 2—3 співробітниками та начальником, призначеним директором департаменту поліції МВС, охоронні відділення організовували службу таємних агентів, яких засилали до політичних організацій, або вербували нестійких, слабохарактерних, невпевнених та зневірених у правоті своєї діяльності. Серед них були й ображені партійним керівництвом, без глибоких переконань та ті, що потребували матеріальної підтримки, особливо після втечі із заслання, а також ті, хто свідомо працював на охоронні відділення, отримуючи кошти за надані їм послуги. Вербування закінчувалося підписанням угоди про співпрацю, після чого таємний агент отримував псевдонім, оволодівав знаннями з історії революційних рухів, партійною підпільною літературою та набував професійних навичок розшуку. Його завдання полягало у збиранні потрібної інформації про становище в місцевому антисамодержавному русі та узгодженні її з департаментом поліції МВС. Чисельність таємних агентів 1907 була такою: у Катеринославі — 15 осіб, Києві — 25, Одесі та Харкові — по 15. До цієї категорії співробітників зараховувалися також жандарми, пристави, городові, урядники, стражники та квартальні. Окремо формувалася група філерів із непрофесіоналів, малограмотних, але фізично витривалих осіб, котрі за етнічним походженням не мусили бути поляками та євреями та які вели щоденники зовнішнього спостереження за революційними, громадськими і державними діячами. Напрями діяльності охоронного відділення вплинули на його структуру. Кожне мало 2 підрозділи: агентурного та зовнішнього спостереження. Канцелярські службовці на основі листування й донесень створювали алфавітні картотеки з прізвищами та кличками і фототеки на учасників радикальних рухів, які проходили в діловодних справах охоронних відділень Використовувалися інформація таємної агентури і зовнішнього спостереження.

## Неефективність самодержавства
На 1914 в Російській імперії існувало близько 50 охоронних відділень Припинили свою діяльність на основі циркуляру від 9 травня 1913, за винятком С.-Петербурга, Москви, Варшави. Охоронним відділенням вдалося ліквідувати низку терористичних груп, внести дезорганізацію в підпільні революційні партії. У цілому їм не вдалося захистити державу від революційної та антиурядової пропаганди, утримати її під контролем влади, що й стало однією з причин повалення самодержавства. Діяльність охоронних відділень засвідчила його кризу. З радикальними та опозиційними рухами уряд боровся деморалізуючими засобами, замість того, щоб зосередитися на соціально-економічних реформах, на вдосконаленні політичної системи влади, забезпеченні національно-культурного розвитку. Його методи боротьби зменшували авторитет держави та призводили до втрати довіри до неї в найширших суспільних колах.